# Carepalxis bilobata
Carepalxis bilobata är en spindelart som beskrevs av Eugen von Keyserling 1886. Carepalxis bilobata ingår i släktet Carepalxis och familjen hjulspindlar.
Artens utbredningsområde är Queensland. Inga underarter finns listade.